# Burghain Falkenstein
Der Burghain Falkenstein ist ein Berg in Königstein im Taunus im Hochtaunuskreis. Dort liegt das Naturschutzgebiet „Burghain - Falkenstein“ (1434002), das flächenidentische FFH-Gebiet „Burghain Falkenstein“ (5816-305), sowie die Burgruine Falkenstein.

## Das Naturschutzgebiet

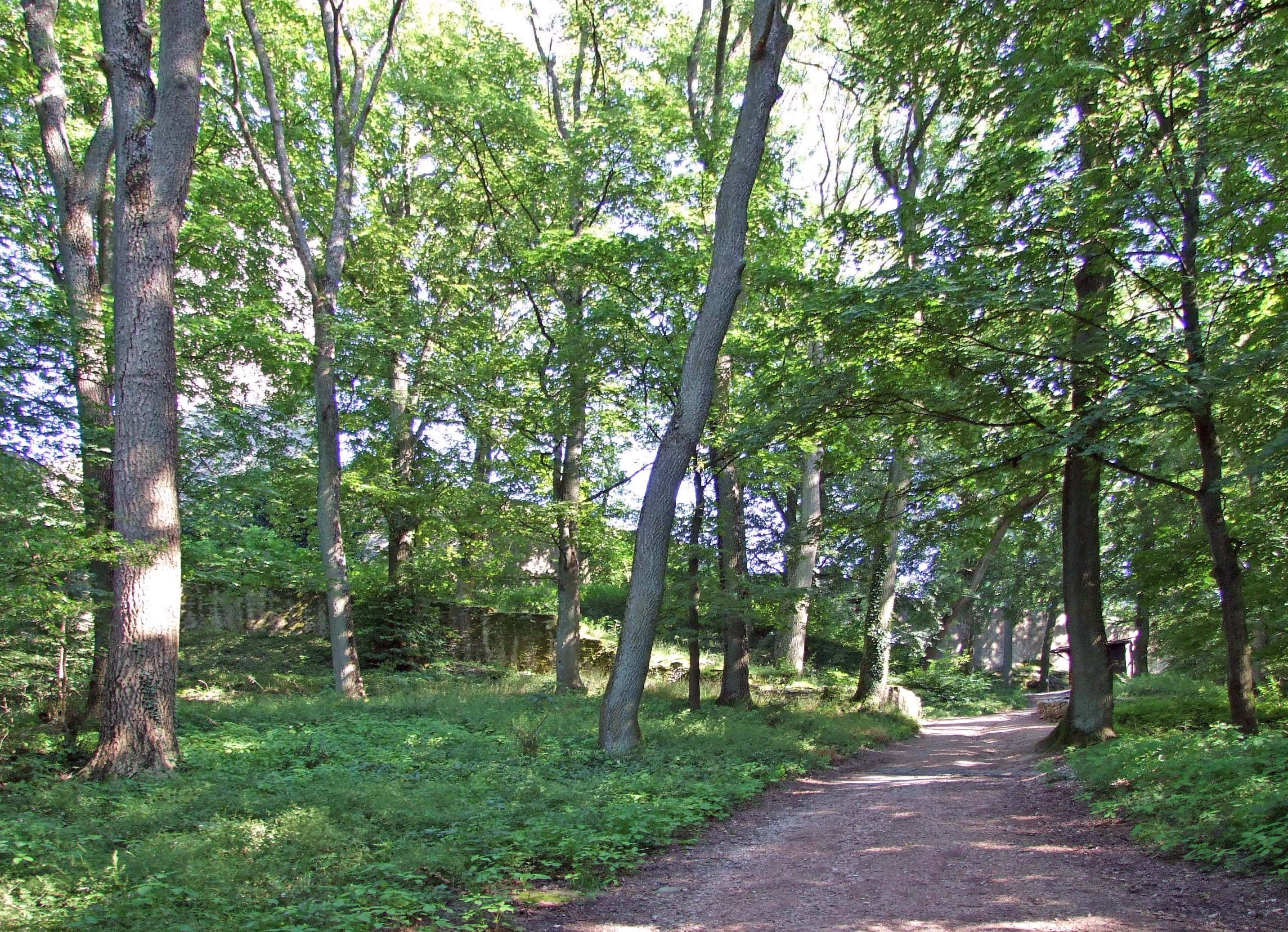
Burghain Falkenstein, hier: Fußweg zur Burg

Das Naturschutzgebiet mit einer Größe von 36,24 Hektar wurde 1966 unter Schutz gestellt. 1974 wurde das Gebiet erneut unter Schutz gestellt. Davon entfallen 32,1 ha auf die Gemarkung von Falkenstein und 4,2 ha auf die Gemarkung von Königstein. Das Gebiet umfasst den vollständig von Bebauung eingeschlossenen Burgberg der Burg Falkenstein jeweils bis zur Bebauungsgrenze.
Seit 2001 ist das Gebiet flächengleich als FFH-Gebiet ausgewiesen. Als besonders schützenswerte Lebensraumtypen werden Waldmeister-Buchenwald (LRT 9130), Labkraut-Eichen-Hainbuchenwald (LRT 9170) sowie Schlucht- und Hangmischwälder (LRT 9180) benannt.

## Burg Nürings und AussichtspunktDettweiler-Tempel

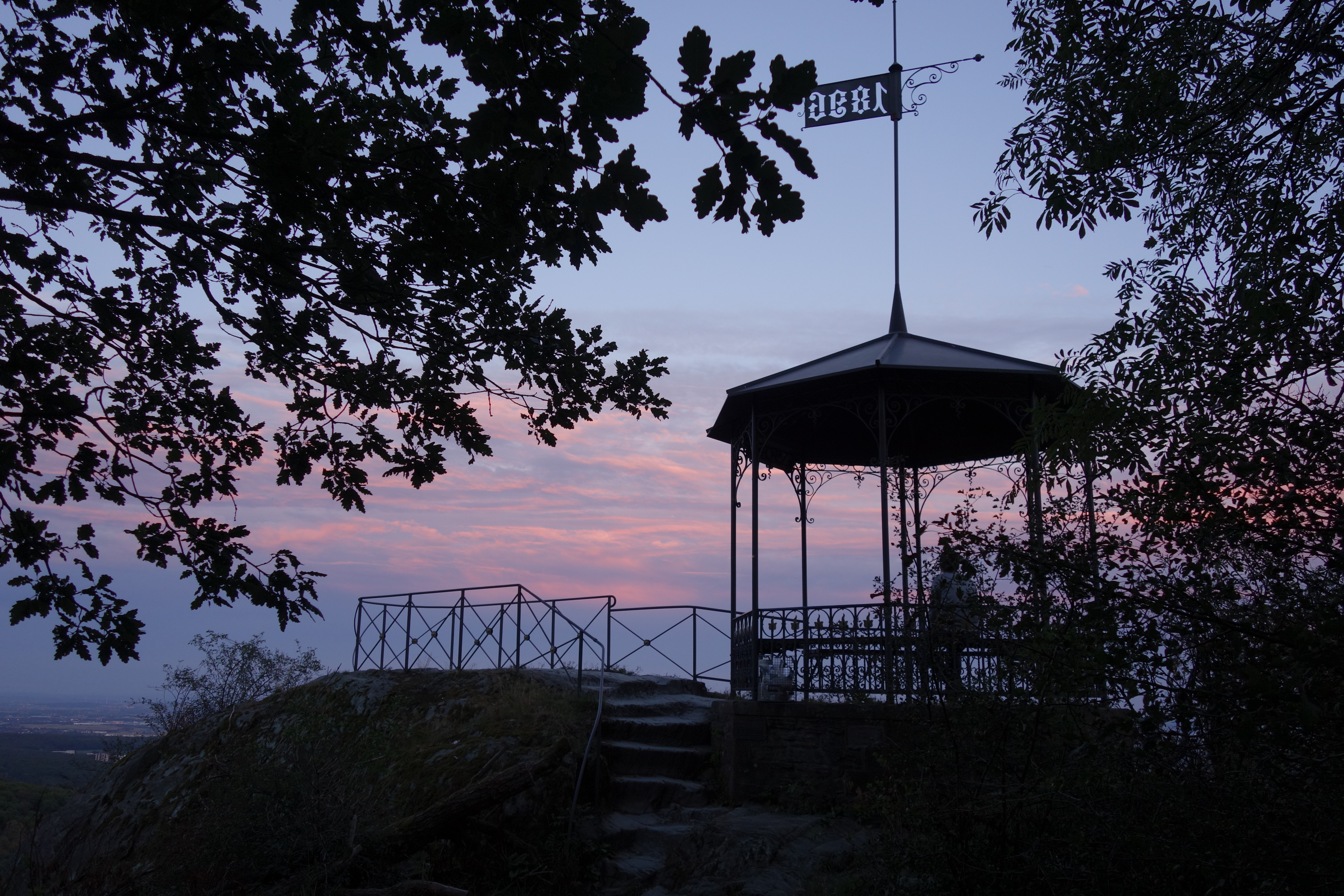
Aussichtspunkt Dettweiler-Tempel bei Sonnenuntergang

Neben der Burgruine Falkenstein liegt auch der Rest der Burg Nürings im Naturschutzgebiet. Das Betreten des Naturschutzgebietes ist erlaubt. Es ist durch Wanderwege erschlossen. 
Rund 100 Meter südlich der Burgruine Falkenstein befindet sich der unter denkmalschutz stehende Aussichtspunkt Dettweiler-Tempel. 1896 wurde dieser zu Ehren von Peter Dettweiler durch Mittel des Frankfurter Taunusclubs und der Falkensteiner Lungenheilanstalt auf der sogenannten „Teufelskanzel“ oder „Huchlay“ erbaut. Von hier reicht der Blick über Wetterau und Vogelsberg im Nordosten, Frankfurt und die umliegenden Orte, den Spessart im Osten sowie den Odenwald im Süden.
In der zweiten Hälfte des 19. Jahrhunderts wurde neben dem Dettweiler-Tempel noch eine Reihe anderer Ruhe- und Aussichtstempelchen errichtet. So der Hildatempel und der Adolftempel sowie das "Dörches Häuschen". Diese Bauwerke bestehen jedoch nicht mehr.